# Condado de Traill
O Condado de Traill é um dos 53 condados do Estado americano da Dakota do Norte. A sede do condado é Hillsboro, e sua maior cidade é Mayville. O condado possui uma área de 2 234 km² (dos quais 2 km² estão cobertos por água), uma população de 8 477 habitantes, e uma densidade populacional de 4 hab/km² (segundo o censo nacional de 2000).